# Saint-Pardoux-d’Arnet
Saint-Pardoux-d’Arnet – miejscowość i gmina we Francji, w regionie Nowa Akwitania, w departamencie Creuse. Nazwa miejscowości pochodzi od imienia św. Pardulfa.
Według danych na rok 1990 gminę zamieszkiwało 186 osób, a gęstość zaludnienia wynosiła 11 osób/km² (wśród 747 gmin Limousin Saint-Pardoux-d’Arnet plasuje się na 443. miejscu pod względem liczby ludności, natomiast pod względem powierzchni na miejscu 402.).